# Philip Sherard (2e comte de Harborough)
Pour les articles homonymes, voir Sherard.
Philip Sherard, 2e comte de Harborough (c. 1680 - 20 juillet 1750), de Whissendine, Rutland, est un propriétaire terrien britannique et homme politique whig qui siège à la Chambre des communes de 1708 à 1710 et devient comte de Harborough.

## Jeunesse
Sherard est le fils aîné de Bennet Sherard (homme politique) (en), de Whissedine, Rutland, et de sa femme Dorothy Fairfax, fille de Henry Fairfax (4e Lord Fairfax de Cameron), Écosse, et veuve de Robert Stapylton de Wighill, Yorkshire.
Il est admis à Middle Temple en 1696. En 1699, le manoir d'Hellewell lui est attribué par son père, décédé en 1701, lui laissant le reste de ses domaines .

## Carrière
Sherard est nommé gentilhomme de la Chambre privée de la reine Anne en 1705. Aux élections générales britanniques de 1708, il est élu député Whig de Rutland. Il vote la naturalisation des Palatins et est deux fois scrutateur sur des questions non politiques en 1709. En 1710, il vote la destitution du docteur Sacheverell. Il est battu aux élections générales britanniques de 1710. En 1714, sa nomination en tant que gentilhomme de la Chambre privée est renouvelée par George Ier . Il est nommé sous-lieutenant de Rutland en 1715. Aux élections générales britanniques de 1722, il tente de regagner son siège à Rutland, mais est battu .
Sherard succède à son cousin Bennet Sherard (1er comte de Harborough) au comté le 16 octobre 1732. Il est nommé Lord-lieutenant du Rutland en 1733. En 1744, il est nommé lieutenant adjoint du Lincolnshire.

## Vie privée

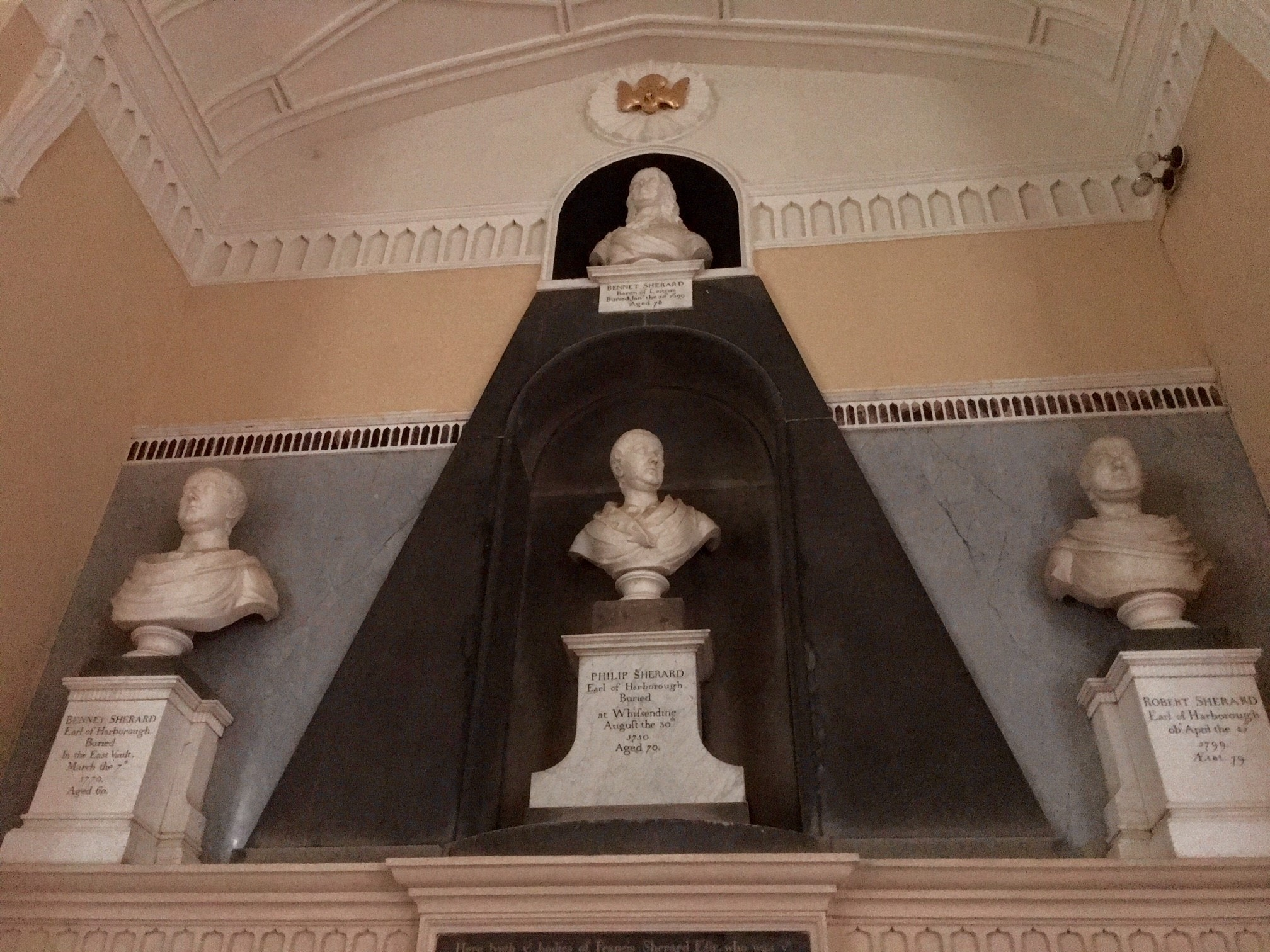
Le mémorial de Philip Sherard, 2e comte de Harborough, (au milieu) dans l'église St Mary Magdalene, Stapleford

Le 12 mars 1703, Harborough épouse Anne Pedley, la fille et l'héritière de Nicholas Pedley de Washingley et Frances Apreece. Ils ont six fils et huit filles dont:
- Bennet Sherard (3e comte de Harborough) (1709-1770), qui épouse Elizabeth Verney, fille de Ralph Verney (1er comte Verney) ; et se remarie à Frances Noel, petite-fille de John Noel, 4e baronnet ; en troisièmes noces avec Margaret Hill, demi-sœur de Noel Hill (1er baron Berwick) et enfin avec Elizabeth Cave, fille de Thomas Cave (5e baronnet)[4].
- John Sherard (mort en 1746), avocat et lieutenant des Yeomen of the Guard décédé célibataire[4].
- Robert Sherard (4e comte de Harborough) (1719-1799), qui se marie trois fois et a des descendants[5].
- Daniel Sherard, (1722-1744), lieutenant de la Royal Navy[4].
- Philip Sherard (1726/7-1790), lieutenant-général dans l'armée britannique pendant la guerre de Sept Ans, décédé célibataire [6].
- Dorothy Sherard, qui épouse le révérend James Torkington[4]
- Lucy Sherard (d. 1781), décédée célibataire[4]
- Susan Sherard (décédée en 1765), décédée célibataire[4]
- Ursula Sherard (d. 1745), décédée célibataire[4].

Lord Harborough meurt à Stapleford, Leicestershire, le 20 juillet 1750, et est enterré près de Whissedine. Il est remplacé par Bennet Sherard, 3e comte de Harborough.